# Nordndebele

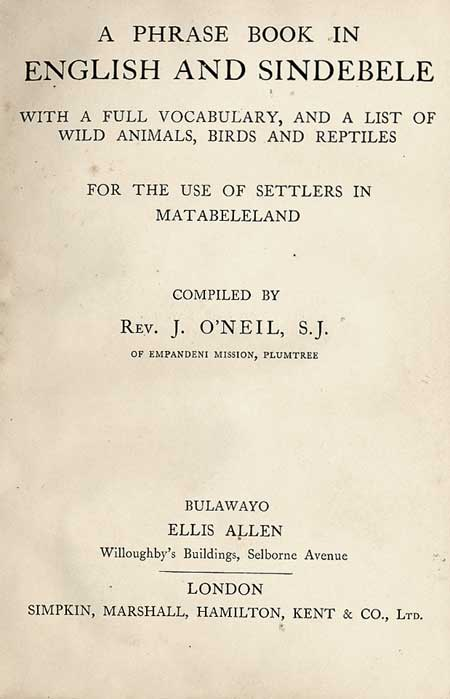
Parlör från 1910.

Nordndebele (eller sindebele) är ett ndebelespråk, som talas av runt en miljon människor i Matabeleland i Zimbabwe samt i delar av Botswana. Språket hör till samma språkgrupp som sydndebele, men de båda språken är namnen till trots tämligen olika, och vart och ett närmare släkt med andra språk än med varandra.

## Språkträd för nordndebele
- Niger-Kongospråk
  - Atlantiska språk
    - Voltakongospråk
      - Benuekongospråk
        - Bantuspråk
          - Sydliga bantuspråk
            - Egentliga bantuspråk
              - Centrala egentliga bantuspråk
                - Ngunispråk
                  - Zunda
                    - Nordndebele